# Noktowizjer
Noktowizjer – program emitowany na antenie TVN w latach 2000-2003.
W programie początkowo prezentowano materiały reporterskie poświęcone głośnym przestępstwom w Polsce. Wkrótce zmieniono formułę programu. „Noktowizjer” był odtąd w całości poświęcony dokumentalnej serii „Kryminalna Rosja” (ros. Криминальная Россия; Kriminalnaja Rossija), ukazującej metody działania rosyjskiej policji w walce z przestępczością. Każdy odcinek kończony był relacją ówczesnego moskiewskiego korespondenta "Faktów" TVN – Wiktora Batera. Program prowadził Paweł Szwed. Współautorką programu była Sandra Nowak.